# Дегоп (шмак)
«Дегоп» (в некоторых источниках «Дегон») — шмак Балтийского флота Русского царства, затем Российской империи, участник Северной войны.

## История службы
Шмак «Дегоп» был приобретён для нужд флота у частного владельца в 1719 году и в том же году вошёл в состав Балтийского флота России.
Принимал участие в Северной войне 1700—1721 годов, во время которой использовался для доставки провианта и материалов в приморские крепости и на суда Балтийского флота.
После войны в кампании с 1722 по 1724 год использовался в качестве транспортного судна и перевозил различные грузы между портами Финского залива.
В 1725 году под командованием лоц-капитана Мартына Янсена Гове принимал участие в установке вех и бакенов в Финском заливе от Кронштадта до мыса Дагерорд. В следующем году также использовался в качестве гидрографического судна.
В 1727 году с борта шмака вновь устанавливались бакены и вехи в Финском заливе, также использовался для осмотра маяков и доставки на них осветительного оборудования, материалов, провианта и людей. В 1728 году вновь использовался для перевозки грузов между портами того же залива. В кампанию 1729 года совершил плавание из Санкт-Петербурга в Лодейное Поле и доставил груз провианта на Олонецкую верфь, а обратно — изделия из металла.
В кампанию 1730 года с 13 (24) мая по 29 октября (9 ноября) выполнял грузовые перевозки между Санкт-Петербургом и Кронштадтом. C 1731 по 1745 год также использовался в качестве транспортного судна для грузовых перевозок между портами Финского залива. В том числе в кампанию 1735 года совершил плавание в Ригу за провиантом.
21 августа (1 сентября) 1745 года по пути из Ревеля в Кронштадт налетел на мель в районе островов Виргины, сломал киль и разбился. Экипажу удалось перебраться на берег в полном составе и спасти груз.
После крушения членами экипажа был выстроен сарай для обеспечения сохранности спасённого имущества. Командир шмака отбыл в Санкт-Петербург с рапортом в Адмиралтейств-коллегию, а остальной экипаж был оставлен для охраны груза. Подав рапорт в коллегию, бывший командир судна подал в отставку и был уволен в запас. Поданный рапорт был обнаружен в архиве спустя 17 лет. В связи с отсутствием на документе резолюции, была собрана комиссия для расследования инцидента. Прибыв к месту крушения, члены комиссии обнаружили там обустроенную деревню, население которой состояло из членов экипажа разбившегося шмака, которые за это время завели семьи с местными жительницами, при этом весь спасенный с борта судна груз находился в сарае. После проведенной проверки выяснилось, что все хранившиеся в сарае грузы полностью соответствовали судовой описи. Сведений о дальнейшей судьбе экипажа не сохранилось.

## Командиры шмака
Командирами шмака «Дегоп» в составе Российского флота в разное время служили:
- лоц-капитан, а с 7 (18) января 1726 года капитан 3-го ранга М. Я. Гове (1725 и 1727 годы)[2];
- Черевин (1729 год);
- лейтенант Иван Чернышев (1730 год)[8];
- мичман Логин Голенищев-Кутузов (1735 год)[комм. 1][5].